# جيمس بي باسيت
جيمس بي باسيت (بالإنجليزية: James P. Bassett) هو محامي وقاضي أمريكي، ولد في 16 سبتمبر 1956.